# Estación de Kandersteg
La estación de Kandersteg es una estación ferroviaria de la comuna suiza de Kandersteg, en el Cantón de Berna.

## Historia y situación

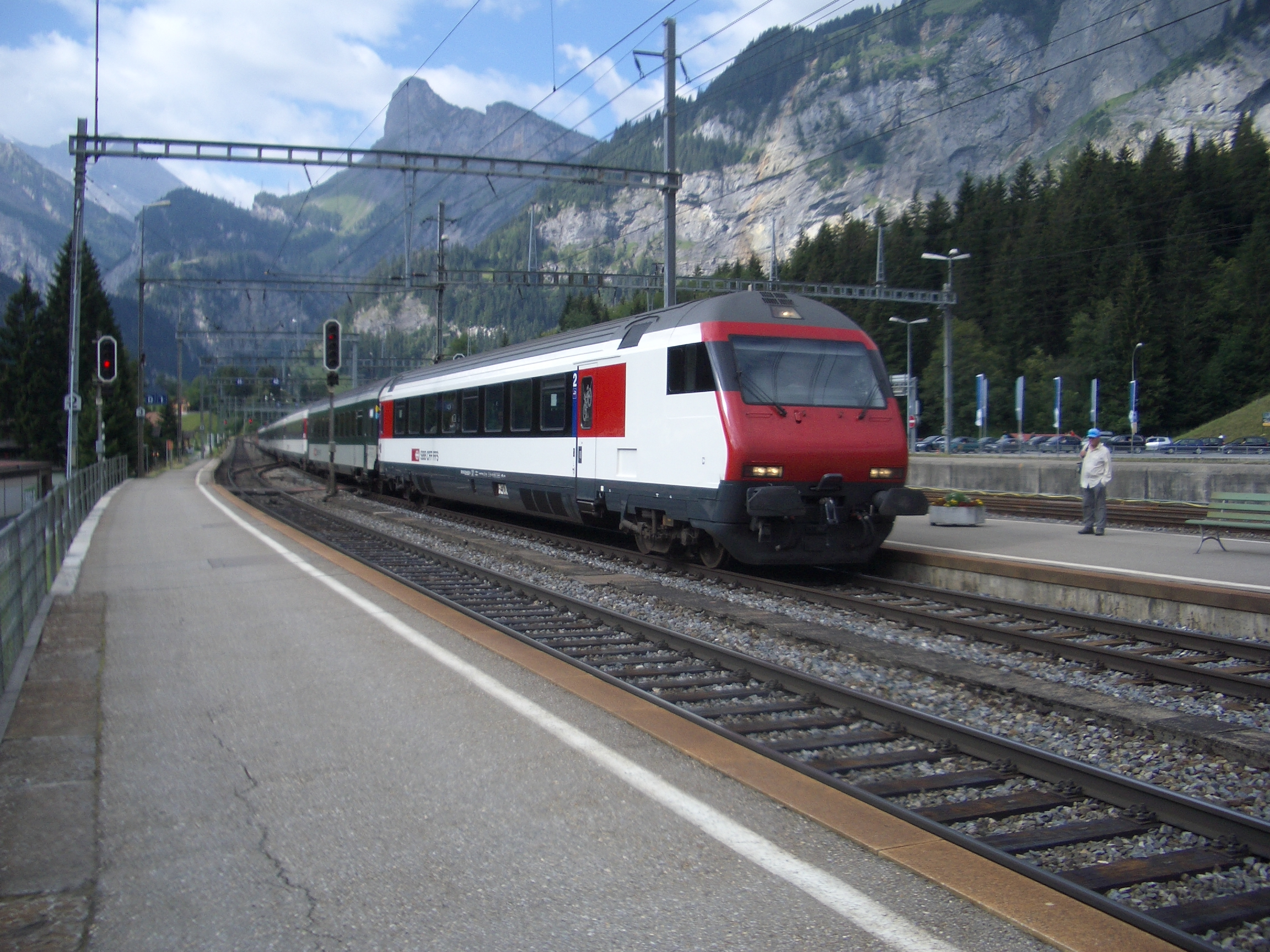
Vías y andenes de la estación

La estación de Kandersteg fue inaugurada en el año 1913 con la puesta en servicio del tramo Frutigen - Brig de la línea Berna - Thun - Spiez - Brig, también conocida como  Berna - Lötschberg - Simplon por parte del Bern-Lötschberg-Simplon-Bahn (BLS). BLS pasaría a ser denominada en 1997 como BLS Lötschbergbahn, que al fusionarse en 2006 con Regionalverkehr Mittelland AG pasaría a ser BLS AG. En 2007 el tramo Frutigen - Brig perdió la mayor parte de su tráfico ferroviario con la apertura del túnel de base de Lötschberg.
Se encuentra ubicada en el borde oeste del núcleo urbano de Kandersteg. Cuenta con dos andenes, uno central y otro lateral, a los que acceden tres vías pasantes, a las que hay que sumar otras cuatro vías pasantes y varias vías muertas. Además, existe un pequeño depósito para el material ferroviario, y un cargadero de coches, puesto que existe un servicio de transporte ferroviario de automóviles (una especie de autoexpreso) entre Kandersteg, Brig e Iselle di Trasquera, en el lado italiano del túnel de Simplon. En el sur de la estación se encuentra la boca norte del túnel de Lötschberg inaugurado en 1913, que cuenta con una longitud de 14,6 km, situándose la boca sur en la estación de Goppenstein.
En términos ferroviarios, la estación se sitúa en la línea Berna - Thun - Spiez - Brig. Sus dependencias ferroviarias colaterales son la estación de Blausee-Mitholz hacia Berna, hoy en día sin servicio de viajeros, siendo la estación de Frutigen la primera hacia Berna en la que paran trenes de viajeros, y la estación de Goppenstein en dirección Brig.

## Servicios ferroviarios

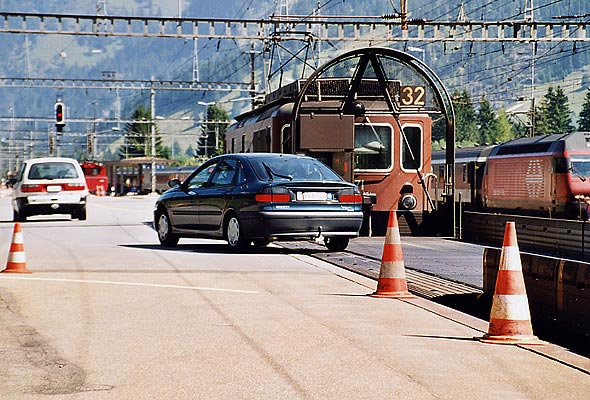
Zona destinada para la carga y descarga de vehículos

Los servicios ferroviarios de esta estación están prestados por BLS:

### Larga distancia
En temporada, DB pone en servicio un tren CityNightLine (CNL), categoría de DB para los trenes que cubren trayectos nocturnos internacionales, entre Ámsterdam y Hamburgo, con destino Brig, para que los alemanes para llegar a las pistas de esquí de los Alpes suizos:
- CNL 40419/40478 Pegasus Ámsterdam - Basilea SBB - Zúrich - Thun - Spiez - Frutigen - Brig.
- CNL 479/478 Komet Hamburgo - Basilea SBB - Zúrich - Thun - Spiez - Frutigen - Brig.

Ambos son trenes estacionales que operan unos determinados días a la semana en temporada invernal. Es el único tren de larga distancia que usa el antiguo paso del Lötschberg, ya que además de efectuar parada en Kandersteg, también para en Goppenstein.

### Regionales
- RE Berna - Thun - Spiez - Frutigen - Brig. Trenes cada hora, siendo el único servicio de viajeros regular que usa la línea (junto a los CNL), y permite dar servicio a los pueblos y comunas del tramo Frutigen - Brig.